# Željko Ivanković
Željko Ivanković (Vareš, 29. kolovoza 1954.) je hrvatski i bosanskohercegovački književnik, književni kritičar, prevoditelj, urednik i publicist. Dobitnik književne nagrade Ksaver Šandor Gjalski za roman "Rat i sjećanje" 2016.

## Životopis
U rodnom je mjestu završio osnovno školovanje, a Franjevačku klasičnu gimnaziju u Visokom. Diplomirao je na Pedagoškoj akademiji u Sarajevu, a Filozofski fakultet pohađao u Novom Sadu i Sarajevu, gdje je i diplomirao. 
Uređivao je brojne periodične publikacije, među ostalima: Lica (1979. – 81.), Život (časopis) (1985. – 89.), Dalje (1991. – 92.), Obzor (novine) (1991.), Herceg Bosna (1991. – 92.), Radovi Hrvatskoga društva za znanost i umjetnost (1993. – 97., 2007. – 2013.) Stećak (časopis) (1994.), Hrvatski i bošnjački tjednik (1994. – 95.), Slovo (1994. – 97.),  Novi Izraz (1998. – 2014., 2016. – 2019.), BiH Kult (1998. – 99.), Revija slobodne misli 99 (1999. – 2005.), Bobovac (1999. – 2008.).
Uredio je i za tisak priredio niz djela iz svjetske, hrvatske i bosanskohercegovačke književnosti, djela iz dječje književnosti, lektirskih izdanja, te historiografskih i publicističkih djela. Bio je suradnikom ili je zastupljen u projektima Bosanskohercegovačka književnost u 50 knjiga, Bosanskohercegovačka književnost za djecu u 25 knjiga, Muslimanska književnost u 25 knjiga, Bošnjačka književnost u književnoj kritici u 6 knjiga. Zastupljen je poezijom, prozom i esejom u antologijama i pregledima hrvatske i bosanskohercegovačke književnosti u BiH, Hrvatskoj i svijetu. Zastupljen je u antologijskom izboru Hrvatske književnosti za djecu u 25 knjiga, kao i u lektiri i čitankama za osnovne škole u BiH. 
Izabrana djela u šest knjiga objavili su mu u suizdavaštvu riječki Ex libris i sarajevski Synopsis (2011. – 2018.).
Dobitnik je književnih nagrada za poeziju (1997., 2011.), esej (1977.) i radio-dramu (1993.) na anonimnim natječajima u zemlji, kao i za priču na međunarodnom natječaju Serra 1999. (treća) i 2001. (prva), dok je za knjigu eseja "(D)ogledi, III" dobio (2000.) nagradu Antun Branko Šimić, za roman “Rat i sjećanje” dobio je 2016. nagradu Ksaver Šandor Gjalski, a nagradu Krešimir Šego kao najuspješniji autor za mlade 2017. godine.
Pojedini eseji, proza i poezija, kao i publicistički prilozi, prevedeni su mu na dvadesetak svjetskih jezika, a izbori poezije na francuski Petite histoire d'une tristesse (2012.), slovenski Hoja po prstih (2013.), bugarski Ходене на прьсти (2016.), te francuski i arapski Počast jeziku/Hommage à la langue/ طراء اللغة (2018.) i priča na engleski The Man Who Went into the Fog (2013).

## Članstva i aktivizam
Član je Društva hrvatskih književnika, Hrvatskog društva pisaca, Društva pisaca BiH, Hrvatskog centra PEN-a i Društva novinara BiH. Redoviti je član Hrvatskog društva za znanost i umjetnost u Sarajevu. Uz sudjelovanje na nizu međunarodnih konferencija i simpozija, boravio je i na studijskim gostovanjima: Humboldtovo sveučilište u Berlinu 1985. (četiri mjeseca), Zaklada Lion Feuchtwanger u Los Angelesu 1996. (tri mjeseca) i Heinrich Böll Haus Langenbroich 2000. (četiri mjeseca) i Rezidencija Kamov Rijeka 2012. (mjesec dana).

### P. E. N.
Željko Ivanković je zajedno s nekoliko bosanskohercegovačkih književnika bio jedan od suosnivača bosanskohercegovačkog P.E.N. centra u 31. listopada 1992. godine u Sarajevu. Nakon prosvjednog pisma Udruženja objavljenog 9. svibnja 2020, a povodom održavanja mise u Katedrali Srca Isusova u Sarajevu 16. svibnja 2020, u spomen na žrtve Pokolja u Bleiburgu 1945. godine, potpisanog od strane 42 člana s Ivicom Đikićem, Ivanom Lovrenovićom, Miljenkom Jergovićem u otvorenom pismu objavljenom na Lovrenovićevoj web-stranici, izjavio da se ne smatra članom ovog udruženja, a kao jedan od razloga navedeno je toleriranje nacionalizma i fašizma od sarajevske uprave, kao i bosanskohercegovačkog PEN-a, koja dozvoljava veličanje ustaškog pokreta davanjem imena ulica simpatizerima i pripadnicima ustaškog pokreta.

### Jezik
Potpisnik je Deklaracije o zajedničkom jeziku, u kojoj se tvrdi da se u Hrvatskoj, Bosni i Hercegovini, Srbiji i Crnoj Gori govore nacionalne standardne varijante zajedničkog policentričnog standardnog jezika.

## Djela

#### Objavljene knjige
- Nešto od onog što jest, Sarajevo, 1978. (poezija)
- Utrka puževa, Sarajevo, 1982. (poezija)
- Vrijeme bez glagola, Sarajevo, 1986. (poezija)
- (D)ogledi, Tuzla, 1987. (studije, eseji, kritike)
- Priče o ljubavi i smrti, Banja Luka,1989. (priče)
- Urušavanje slike, Sarajevo, 1990. (poezija)
- Zvjezdangrad, Sarajevo, 1990., 2000., 2011., Wuppertal, 1995., Sarajevo-Wuppertal, 2005., (priče za djecu)
- Dodirom i svijet poče, Sarajevo, 1992., Zagreb-Sarajevo, 2006. (roman)
- 700 dana opsade', Zagreb, 1995. (dnevnik)
- Izgubljeni zavičaj, Ljubljana, 1995. (poezija)
- Ljubav u Berlinu, Zagreb, 1995., Sarajevo, 1995. (roman)
- Tko je upalio mrak?, Zagreb, 1995., Sarajevo, 2000. (proze)
- (D)ogledi, II, Zenica, 1997. (studije, eseji)
- Traženje zavičaja, Zagreb, 1997. (poezija)
- Izbor poezije, Sarajevo, 1999. (poezija)
- Pisci franjevci vareškog kraja, Split-Vareš, 1999. (esej)
- (D)ogledi, III, Mostar, 2000. (studije, eseji, kritike)
- Nove priče o ljubavi i smrti, Zagreb-Sarajevo, 2001. (priče)
- Na marginama kaosa, Sarajevo, 2001. (studije i eseji)
- Raskoš, hladna mjesečina, Zagreb, 2002. (poezija)
- Odrastanja, Sarajevo, 2002. (priče za djecu)
- Vareške priče, Vareš-Wuppertal, 2003. (izbor priča), Sarajevo, 2013. (izbor priča, prošireno izdanje)
- Izbor priča hrvatskih pisaca za djecu u Bosni i Hercegovini, Sarajevo–Zagreb–Wuppertal, 2005.
- Izbor pjesama hrvatskih pisaca za djecu u Bosni i Hercegovini, Sarajevo–Zagreb–Wuppertal, 2005.
- Isus je pročitao novine, Sarajevo, 2006. (izbor poezije)
- Tetoviranje identiteta, Sarajevo, 2007., 2009. (studije i eseji)
- Dnevnik melankolije, Sarajevo, 2008. (poezija)
- Čitati Ivankovića u Sarajevu, Sarajevo, 2010. (polemike)
- Na svoji baštini, Sarajevo, 2010. (priče)
- Pogled s margine, Mostar, 2011. (kolumne)
- 700 dana opsade; Tko je upalio mrak?, Rijeka – Sarajevo, 2011. (proze)
- Petite histoire d'une tristesse/Mala historija tuge, Pariz, 2012. (poezija, bilingvalno)
- Sjene, sve dulje, Sarajevo – Zagreb, 2012. (poezija)
- Identitet i druge opsesije, Rijeka – Sarajevo, 2012. (izbor eseja)
- Utemeljenja, Sarajevo, 2013. (studije, eseji, polemike)
- Hoja po prstih, Ljubljana 2013. (poezija, bilingvalno)
- The Man Who Went into the Fog, 2013. (priče)
- Čovjek koji je odlazio u maglu, Rijeka – Sarajevo, 2013. (sabrane priče)
- (Ne)mirna Bosna, Sarajevo, 2014. (kolumne)
- Sablazan jezika, Zagreb, 2014. (poezija)
- U taxiju zelene boje, Sarajevo, 2015. (priče)
- Hod rubovima svjetova, Rijeka – Sarajevo, 2015. (putopisni dnevnici)
- Pisma bosanskih franjevaca, Sarajevo – Zagreb, 2015. (epistolografija)
- Rat i sjećanje, Rijeka, 2016., 2017. (roman)
- Ходене на прьсти (Hodene na prusti), Sofija, 2016. (poezija na bugarskom)
- Melankolija modela, Sarajevo, 2017. (poezija)
- Ljubičasti menuet, Sarajevo, 2017. (izbor poezije)
- In illo tempore, Zagreb, 2018. (roman)
- Počast jeziku/Hommage à la langue/ طراء اللغة, Sarajevo, 2018. (poezija, trilingvalno)
- Duga barbarska noć, Rijeka – Sarajevo, 2018. (izbor poezije)
- Vareš i vareški kraj kroz stoljeća, Vareš, 2019. (fotomonografija)
- Slike iz albuma odrastanja, Sarajevo, 2020. (priče za djecu i mlade)
- Orfej iz doline željeza, Sarajevo, 2020. (izbor poezije)
- Moj Vareš, Vareš, 2021. (putopisi)

#### Prijevodi
- Mozart: Pisma ocu, Banja Luka, 1990., 1991., 2003.
- Priče stare Kine, Sarajevo, 1991.
- Heinrich Böll: Potraga za čitateljem, Sarajevo, 2001.
- G. A. Bürger: Pustolovine baruna Münchhausena, Sarajevo, 2003. (koautorstvo s Romanom Ivankovićem)
- Mozart: Pisma, Zagreb, 2007.
- Israel Zwi Kanner: Židovske priče, Zagreb-Sarajevo, 2007.
- Mozart: Pisma, Zagreb, 2007.
- Hans Küng: Izborena sloboda. Sjećanja, Rijeka – Sarajevo, 2009. (koautorstvo s Romanom Ivankovićem)
- Mozart: Epistolarna simfonija, Sarajevo, 2016.

## Vanjske poveznice
- Šoštarić, Sanja. 20. svibnja 2020. PISMO PROF.DR. SANJE ŠOŠTARIĆ POVODOM OSTAVKI U PEN CENTRU BIH. penbih.ba. Pristupljeno 22. svibnja 2020.
- PEN, BIH. 9. svibnja 2020. POVODOM DANA POBJEDE NAD FAŠIZMOM: PROTESTNO PISMO PROTIV NAJAVLJENE KOMEMORATIVNE MISE ZA BLEIBURG. penbih.ba. Pristupljeno 22. svibnja 2020.
- Sarajevo, Oslobođenje. 20. svibnja 2020. Jergović: PEN centar je nijem na bošnjački nacionalizam i fašizam. oslobodjenje.ba. Pristupljeno 22. svibnja 2020.
- Zagreb, Večernji list. 20. svibnja 2020. Zbog prosvjednog pisma oko mise za Bleiburg Jergović, Đikić i Lovrenović istupili iz P.E.N.-a BiH. vecernji.hr. Pristupljeno 22. svibnja 2020.
- Lovrenović, Ivan. 19. svibnja 2020. ĐIKIĆ, IVANKOVIĆ, JERGOVIĆ I LOVRENOVIĆ ISTUPILI IZ P.E.N. CENTRA U BOSNI I HERCEGOVINI. ivanlovrenovic.com. Pristupljeno 22. svibnja 2020.
- DW. 20. svibnja 2020. Protest protiv protestnog pisma. dw.com. Pristupljeno 22. svibnja 2020.
- Slobodna Evropa. 16. svibnja 2020. Održana misa za žrtve Bleiburga u Sarajevu, protestovali antifašisti. slobodnaevropa.org. Pristupljeno 22. svibnja 2020.